# Кадер-Берди
Кадер-Берди або Кадир-Берди (*д/н — 1419) — хан Золотої Орди в 1419 році.

## Життєпис
Походив з династії Чингізидів. Молодший син хана Тохтамиша. У 1395 році після поразки останнього у війні з Тамерланом втік разом з братами до великого князівства Литовського. У 1419 році перебрався до Криму, де дістав військову підтримку ширинських мурз. Звідси рушив проти беклярбека Едигея та його ставленика Дервіш-хана. Спочатку Кадер-Берди завдав поразки суперникам, змусивши їх відступити до річки Яїк (сучасний Урал). У той час на декілька місяців захопив столицю Орди — Сарай-Берке — Чеббер-Берди, що був братом Кадер-Берди. Втім, Чеббер-Берди невдовзі було вигнано або Кадер-Берди або Едигеєм.
Після загибелі дервіш-хана Едигей висунув черговим претендентом Бек-суфі, якого Кадир-Берди переміг, змусивши тікати до Криму. На бік Кадер-Берди перейшов Нур ад-Дін, син Едигея. Останній висунув іншого претендента на трон — Хаджі-Мухеммеда. Також свої права висунув небіж Кадер-Берди — Даулат-Берди. В цій боротьбі фактично влада хана зменшилася до Наволжя. Зрештою Кадер-Берди загинув у битві з Едигеєм, невдовзі помер й той. Боротьба за трон Орди поновилася.